# Mirandinha
Francisco Ernani Lima da Silva dit Mirandinha est un footballeur brésilien né le 2 juillet 1959.
Il est connu pour être le premier brésilien de l'histoire à avoir évolué dans le championnat d'Angleterre.